# 예천 정씨
예천 정씨(醴泉鄭氏)는 경상북도 예천군을 본관으로 하는 한국의 성씨이다.

## 개요
예천 정씨의 시조 정소유(鄭小遊)는 고려 중엽 지면주사(知沔州事)를 지냈다. 조선씨족통보에는 고려 후기 병마사(兵馬使)를 지낸 정남진(鄭南鎭)을 예천 정씨라고 하였다. 예천은 경주 정씨의 세거지이다.